# Ghiacciaio di Patrì
Il ghiacciaio delle Punte Patrì (Glacier de Patri in francese) si trova nel massiccio del Gran Paradiso nel versante valdostano. Si trova nella val di Cogne, valle laterale della Valle d'Aosta, ai piedi delle omonime punte (3581 m).
La sua estensione misura circa 100 ettari. Le sue caratteristiche principali sono: lunghezza 1,1 km, larghezza 0,9 km, esposizione nord-ovest, inclinazione media 47°, quota massima 3510 metri circa, quota minima 2980 metri circa.